# علم هونغ كونغ

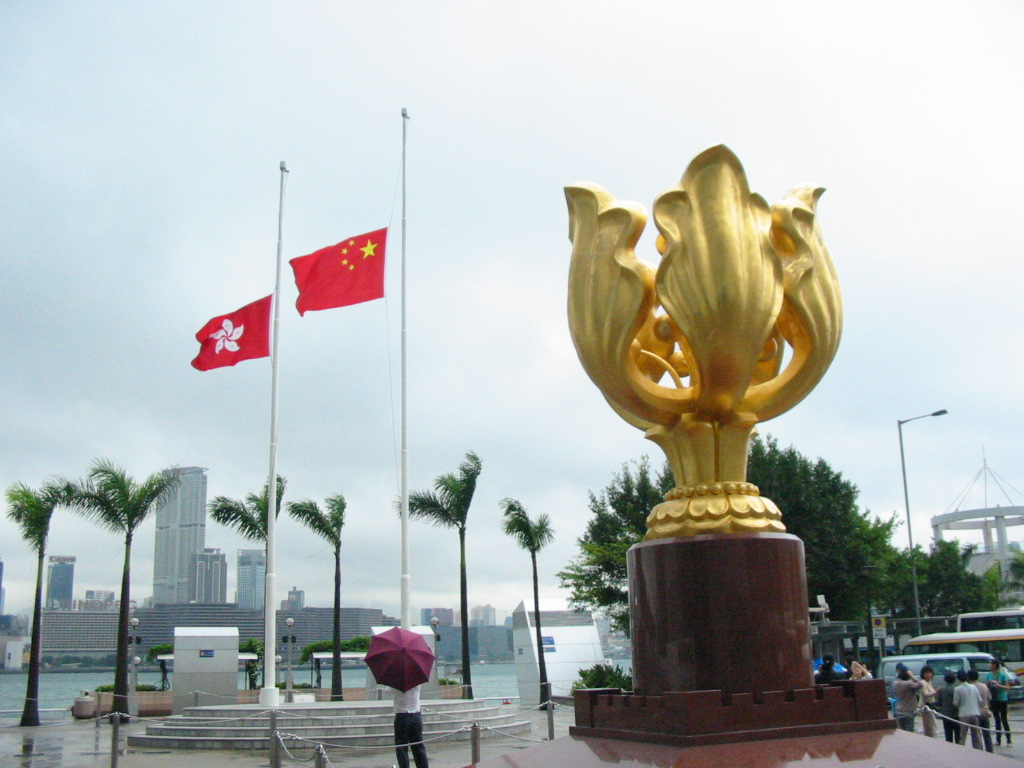
تنكيس علم الصين وهونغ كونغ بسب ضحايا زلزال سيشوان 2008

العلم الوطني لمنطقة هونغ كونغ هو علم ذو خلفية حمراء تتوسطه وردة من نبات البوهينيا، اتخذ هذا العلم في 16 من فبراير عام 1990.

## التصميم

### الدلالة
يدل اللون الأحمر علي ارتباط منطقة هونغ كونغ بالصين كما أن اللون الأحمر هو لون الاحتفالات والمهرجانات للصينيون.
أما اللون الأحمر والأبيض فيدلان علي النظامين السياسيين المختلفين المتبعين في الصين وهونغ كونغ.
وردة نبات البوهينيا ذات الخمسة أوراق التي تتوسط العلم هي وردة اكتشفت في هونغ كونغ لذا فهي رمز للدولة.

### التركيب
حددت حكومة هونغ كونغ أحجام وألوان علمها وما هي قياساته، فخلفية العلم حمراء بنفس درجة اللون الأحمر لعلم الصين، ونسبة طول العلم لعرضه هي 1.5 وفي منتصفه وردة من نبات البوهينيا ذات خمسة أوراق.

## اقرأ أيضا
- شعار هونغ كونغ